# Heresznye, Somogy
Heresznye (în croată Rasinja) este un sat în districtul Barcs, județul Somogy, Ungaria, având o populație de 274 de locuitori (2011).

## Demografie
Componența etnică a satului Heresznye
     Maghiari (63,06%)
     Romi (18,89%)
     Croați (18,06%)
Componența confesională a satului Heresznye
     Romano-catolici (69,34%)
     Fără religie (5,47%)
     Necunoscută (25,18%)
Conform recensământului din 2011, satul Heresznye avea 274 de locuitori. Din punct de vedere etnic, majoritatea locuitorilor (63,06%) erau maghiari, existând și minorități de romi (18,89%) și croați (18,06%).  Din punct de vedere confesional, majoritatea locuitorilor (69,34%) erau romano-catolici, cu o minoritate de persoane fără religie (5,47%). Pentru 25,18% din locuitori nu este cunoscută apartenența confesională.